# ويليام ميليغان سلون
ويليام ميليغان سلون (بالإنجليزية: William Milligan Sloane)‏ هو مؤرخ وأستاذ جامعي أمريكي، ولد في 12 نوفمبر 1850 في ريتشموند في الولايات المتحدة، وتوفي في 12 سبتمبر 1928 في برينستون في الولايات المتحدة.

## وصلات خارجية
- ويليام ميليغان سلون على موقع أوليمبيديا (الإنجليزية)